# Kevin Burnham
Kevin Lobdell Burnham (ur. 21 grudnia 1956 w Nowym Jorku, zm. 27 listopada 2020 tamże) – amerykański żeglarz sportowy, dwukrotny medalista olimpijski.
Startował w klasie 470. Brał udział w trzech igrzyskach (IO 92, IO 96, IO 04), na dwóch zdobywał medale. W 1992 wspólnie z Morganem Reeserem zajął drugie miejsce. W 2004 triumfował, tym razem z Paulem Foersterem.

## Śmierć
Zmarł 27 listopada 2020 roku w Nowym Jorku z powodu powikłań zapalenia płuc.